# Formula One 2001
Formula One 2001 è un videogioco prodotto dallo studio Liverpool della Sony, basato sulla stagione 2001 di Formula 1. Il gioco ricopre tutti e 22 i piloti partecipanti di questa stagione e di tutti i circuiti, compreso Spa - Francorchamps.
Il gioco include le funzioni di:
- Gara Veloce
- Gara Veloce per due giocatori
- Test
- Prova a Tempo
- Gara Singola
- Campionato del Mondo
- Galleria
- Modalità Spettatore

## Telecronaca
- Andrea De Adamich
- Claudia Peroni

## Monoposto e piloti
- Scuderia Ferrari
  -  1. Michael Schumacher
  -  2. Rubens Barrichello
- McLaren Mercedes
  -  3. Mika Häkkinen
  -  4. David Coulthard
- BMW Williams
  -  5. Ralf Schumacher
  -  6. Juan Pablo Montoya
- Benetton Renault
  -  7. Giancarlo Fisichella
  -  8. Jenson Button
- BAR Honda
  -  9. Olivier Panis
  -  10. Jacques Villeneuve
- Jordan Honda
  -  11. Heinz-Harald Frentzen
  -  12. Jarno Trulli
- Arrows Asiatech
  -  14. Jos Verstappen
  -  15. Enrique Bernoldi
- Sauber Petronas
  -  16. Nick Heidfeld
  -  17. Kimi Räikkönen
- Jaguar Cosworth
  -  18. Eddie Irvine
  -  19. Pedro de la Rosa
- Minardi European
  -  20. Tarso Marques
  -  21. Fernando Alonso
- Prost Acer
  -  22. Jean Alesi
  -  23. Luciano Burti

## Circuiti
- Melbourne
- Sepang
- Interlagos
- Imola
- Catalunya
- A1-Ring
- Monaco
- Montréal
- Nürburgring
- Magny-Cours
- Silverstone
- Hockenheimring
- Hungaroring
- Spa-Francorchamps
- Monza
- Indianapolis
- Suzuka

## Edizione limitata
Formula One 2001: Edizione limitata, pubblicato il 20 novembre 2001 in Europa e il 30 novembre 2001 in Giappone, è una versione di Formula One 2001 con l'aggiunta di una grafica più dettagliata. Edizione Limitata ha i circuiti più dettagliati e uno sfondo iniziale modificabile vincendo diverse competizioni; le monoposto sono più simili a quelle reali rispetto a quelle di F1 2001.